# Černousy
Černousy é um município da República Checa localizada no distrito de Liberec, região de Liberec.